# Egidi (famiglia)
Gli Egidi (in greco antico: Αἰγεῖδαν?, Aegīdae) furono una potente casta dell'antica Grecia, stanziata nelle città di Sparta e di Tebe.
Da Autesione, padre di Tera, uno dei personaggi più importante tra i fondatori della dinastia. Quest'ultimo era fratello di Argia, sposa di Aristodemo (Erodoto, Storie), che, dopo la sua dipartita, mantenne la reggenza per conto dei nipoti Euristene e Procle. Uno di loro due avrebbe mantenuto un ruolo di primo piano, al governo della diarchia militare spartana durante la prima guerra messenica.
Decaddero d'importanza nella loro città principale, così un ramo cadetto emigrò verso Tèra, dove essi stessi piantarono la fede per Apollo Carneo, presente a lungo nell'isola. Da quest'ultima terra altre linee egidiche si resero protagoniste di eventi fondativi storici: costruendo dapprima Cirene (Pindaro, Pitiche, IV); un altro nucleo si trasferì in Sicilia, creando assieme ad altre famiglie Agrigento.
Il celebre poeta Pindaro appartarteneva a questa famiglia.

## Fonti
- Angelo Taccone, EGIDI, in Enciclopedia Italiana, Roma, Istituto dell'Enciclopedia Italiana, 1932. URL consultato il 13 aprile 2022.